# 波二百一型潜水艦
| 波201型潜水艦 | 波201型潜水艦                                      |
| ------------- | -------------------------------------------------- |
| 波201潜       |                                                    |
| 艦級概観      |                                                    |
| 艦種          | 二等潜水艦                                         |
| 艦名          |                                                    |
| 前級          |                                                    |
| 次級          |                                                    |
| 性能諸元      |                                                    |
| 排水量        | 基準320ｔ、常備376t 水中440ｔ                      |
| 全長          | 53.00m                                             |
| 全幅          | 4.00m                                              |
| 吃水          | 3.44m                                              |
| 機関          | 中速ディーゼル1基1軸 水上：400馬力 水中：1,250馬力 |
| 速力          | 水上：10.5kt 水中：13kt                            |
| 航続距離      | 水上：10ktで3,000海里 水中：3ktで105海里           |
| 燃料          | 重油：搭載量不明                                   |
| 乗員          | 26名                                               |
| 兵装          | 7.7mm単装機銃1挺 53cm魚雷発射管 艦首2門 魚雷4本    |
| 備考          | 安全潜航深度：100m                                 |

波二百一型潜水艦（はにひゃくいちがたせんすいかん）は、大日本帝国海軍の沿岸型小型潜水艦の艦級。潜高小型（せんたかこがた）ともよばれた。伊二百一型潜水艦と同様に連合国のASW（対潜戦）能力向上にともなう日本潜水艦の被害拡大に対処するため、水中高速性能を重視していた型である。

## 概要
1938年に建造され1941年まで試験された水中高速実験潜水艦第71号艦や甲標的などの開発経験を元に1944年のマル戦計画により建造された小型水中高速潜水艦。
太平洋戦争末期、日本本土決戦が近づきつつある状況となり、水中高速性能のある海龍や蛟龍など甲標的・小型潜水艇が開発・量産されていたが、日本本土沿海海域において、これらは排水量や船体が小さく航洋性や行動性能では不足していた。
そのため潜水艇よりも航洋性や行動性能が高く、また資源の逼迫した状況下において、大型の潜水艦より資源も節減可能な大きさで、かつ量産が効く小型な水中高速潜水艦が求められた。当初、波二百一型潜水艦は750トン案や500トン案も計画されたが、排水量は前述の量産性や資源的理由から要求を満たす範囲で切り詰められ、最終的には320トンとなった。
伊二百一型潜水艦と同様に、潜航時の船体抵抗を抑えた設計、ドイツより技術導入した高張力鋼St52による全溶接船体構造、ブロック建造方式を取り入れていた。
竣工はすべて1945年（昭和20年）に行われた。本土決戦に備えて保全されたため、太平洋戦争では実戦に投入されることはなかった。終戦時に完成艦は全部で10隻で、未完成の艦が29隻あった。計画ではあと40隻建造される予定であった。

## 特徴
伊二百一型潜水艦と同様に水中高速航走性能の追求のため、極力の抵抗低減がなされた。船体や艦橋は流線化設計され、艤装なども徹底した簡素化が図られた。水中速力、水中航続性能も重視されたが、伊二百一型潜水艦と異なるのは水中運動性能や水中操縦性能にも、より重点が置かれた点である。そのため海龍と同様に船体中央部、艦橋直下付近の左右に潜舵が配置された。操縦性能は非常に軽快であったとされ、急速潜航時間は15秒以内であった。
主機は波百一型潜水艦（潜輸小型）に採用されていた中速四〇〇型ディーゼル（400馬力）1基、電動機は伊二百一型潜水艦と同じ特E型電動機（1250馬力）1基による1軸推進であった。
縦舵と横舵は、第71号艦や後の涙滴型潜水艦と同様に推進器の前方に十字形に配置していた。

## 同型艦
| 仮称艦名                | 艦名                         | 建造                  | 起工           | 進水           | 竣工           | その後                                                                                                |
| ----------------------- | ---------------------------- | --------------------- | -------------- | -------------- | -------------- | --- |
| 第4911号艦              | 波号第二百一潜水艦           | 佐世保 海軍工廠       | 1945年 3月1日  | 1945年 4月23日 | 1945年 5月31日 | 1945年11月30日除籍。 1946年4月1日五島沖にて海没処分。                                                 |
| 第4912号艦              | 波号第二百二潜水艦           | 佐世保 海軍工廠       | 1945年 3月1日  | 1945年 4月23日 | 1945年 5月31日 | 1945年11月30日除籍。 1946年4月1日五島沖にて海没処分。                                                 |
| 第4913号艦              | 波号第二百三潜水艦           | 佐世保 海軍工廠       | 1945年 4月5日  | 1945年 5月25日 | 1945年 6月20日 | 1945年11月30日除籍。 1946年4月1日五島沖にて海没処分。                                                 |
| 第4914号艦              | 波号第二百四潜水艦           | 佐世保 海軍工廠       | 1945年 4月5日  | 1945年 5月25日 | 1945年 6月25日 | 1945年11月30日除籍。 10月29日油津で座礁。 1947年10月西村造船で解体。                                  |
| 第4915号艦              | 波号第二百五潜水艦           | 佐世保 海軍工廠       | 1945年 4月17日 | 1945年 5月14日 | 1945年 7月3日  | 1945年11月30日除籍。 1946年5月伊予灘で海没処分。                                                      |
| 第4916号艦              | 波号第二百六潜水艦           | 川崎重工業 泉州工場   | 1945年 3月19日 | 1945年 7月10日 |                | 1945年8月17日工程90%で工事中止。 25日台風で沈没。 1946年5月6日紀伊水道で海没処分。 1952年浮揚後解体。 |
| 第4917号艦              | 波号第二百七潜水艦           | 佐世保 海軍工廠       | 1945年 4月23日 | 1945年 5月26日 | 1945年 8月14日 | 1945年11月30日除籍。 1946年4月5日向後岬西方沖で海没処分。                                             |
| 第4918号艦              | 波号第二百八潜水艦           | 佐世保 海軍工廠       | 1945年 5月1日  | 1945年 5月26日 | 1945年 8月4日  | 1945年11月30日除籍。 1946年4月1日五島沖にて海没処分。                                                 |
| 第4919号艦              | 波号第二百九潜水艦           | 佐世保 海軍工廠       | 1945年 5月7日  | 1945年 5月31日 | 1945年 8月4日  | 1945年11月30日除籍。 11月下旬爆破処分。 1946年8月三菱下関で解体。                                     |
| 第4920号艦              | 波号第二百十潜水艦           | 佐世保 海軍工廠       | 1945年 5月14日 | 1945年 6月10日 | 1945年 8月11日 | 1945年11月30日除籍。 1946年4月5日向後岬西方沖で海没処分。                                             |
| 第4921号艦              | 波号第二百十一潜水艦         | 川崎重工業 泉州工場   | 1945年 4月1日  | 1946年 4月     |                | 1945年8月17日工程30%で工事中止。 1946年5月6日紀伊水道で海没処分。                                     |
| 第4922号艦              | 波号第二百十二潜水艦         | 川崎重工業 艦船工場   | 1945年 4月10日 | 1945年 6月25日 |                | 1945年8月17日工程99%で工事中止。 1946年4月16日もしくは5月6日紀伊水道で海没処分。                      |
| 第4923号艦              | 波号第二百十三潜水艦         | 三菱重工業 神戸造船所 | 1945年 5月15日 | 1945年 7月29日 |                | 1945年8月17日工程80%で工事中止。 1946年5月6日紀伊水道で海没処分。                                     |
| 第4924号艦              | 波号第二百十四潜水艦         | 三菱重工業 神戸造船所 | 1945年 5月15日 | 不明           |                | 1945年8月17日工程40%で工事中止。 1946年5月6日紀伊水道で海没処分。                                     |
| 第4925号艦              | 波号第二百十五潜水艦         | 佐世保 海軍工廠       | 1945年 5月22日 | 1945年 6月15日 |                | 1945年8月17日工程95%で工事中止。 1946年4月5日向後岬西方沖で海没処分。                                 |
| 第4926号艦              | 波号第二百十六潜水艦         | 佐世保 海軍工廠       | 1945年 5月27日 | 1945年 6月19日 | 1945年 8月16日 | 1945年11月30日除籍。 1946年4月5日向後岬西方沖で海没処分。                                             |
| 第4927号艦              | 波号第二百十七潜水艦         | 佐世保 海軍工廠       | 1945年 6月2日  | 1945年 6月26日 |                | 1945年8月17日工程90%で工事中止。 1946年4月5日向後岬西方沖で海没処分。                                 |
| 第4928号艦              | 波号第二百十八潜水艦         | 佐世保 海軍工廠       | 1945年 6月8日  | 1945年 7月2日  |                | 1945年8月17日工程90%で工事中止。 1946年12月佐世保船舶工業で解体。                                     |
| 第4929号艦              | 波号第二百十九潜水艦         | 佐世保 海軍工廠       | 1945年 6月15日 | 1945年 7月12日 |                | 1945年8月17日工程90%で工事中止。 1946年4月5日向後岬西方沖で海没処分。                                 |
| 第4930号艦              | 波号第二百二十潜水艦         | 川崎重工業 泉州工場   | 1945年 5月10日 |                |                | 1945年8月17日工程20%で工事中止。 1946年6月川崎重工業泉州工場で解体。                                  |
| 第4931号艦              | 波号第二百二十一潜水艦       | 三菱重工業 神戸造船所 | 1945年 4月20日 | 1945年 8月4日  |                | 1945年8月17日工程75%で工事中止。 1946年5月6日紀伊水道で海没処分。                                     |
| 第4932号艦              | 波号第二百二十二潜水艦       | 川崎重工業 泉州工場   | 1945年 5月15日 |                |                | 1945年8月17日工程15%で工事中止。 1946年6月川崎重工業泉州工場で解体。                                  |
| 第4933号艦              | 波号第二百二十三潜水艦       | 川崎重工業 艦船工場   | 1945年 5月1日  |                |                | 1945年8月17日工程40%で工事中止。 1946年6月川崎重工業艦船工場で解体。                                  |
| 第4934号艦              | 波号第二百二十四潜水艦       | 三菱重工業 神戸造船所 | 1945年 6月7日  |                |                | 1945年8月17日工程20%で工事中止。 1946年6月三菱重工業神戸造船所で解体。                                |
| 第4935号艦              | 波号第二百二十五潜水艦       | 三菱重工業 神戸造船所 | 1945年 6月7日  |                |                | 1945年8月17日工程15%で工事中止。 1946年6月三菱重工業神戸造船所で解体。                                |
| 第4936号艦              | 波号第二百二十六潜水艦       | 三菱重工業 神戸造船所 | 1945年 6月16日 |                |                | 1945年8月17日工程35%で工事中止。 1946年6月三菱重工業神戸造船所で解体。                                |
| 第4937号艦              | 波号第二百二十七潜水艦       | 三菱重工業 神戸造船所 | 1945年 7月10日 |                |                | 1945年8月17日工程25%で工事中止。 1946年6月三菱重工業神戸造船所で解体。                                |
| 第4938号艦              | 波号第二百二十八潜水艦       | 佐世保 海軍工廠       | 1945年 6月21日 | 1945年 7月18日 |                | 1945年8月17日工程75%で工事中止。 1946年4月5日向後岬西方沖で海没処分。                                 |
| 第4939号艦              | 波号第二百二十九潜水艦       | 佐世保 海軍工廠       | 1945年 6月27日 | 1945年 7月27日 |                | 1945年8月17日工程75%で工事中止。 のち悪天候で着底。 1946年12月佐世保船舶工業で解体。                  |
| 第4940号艦              | 波号第二百三十潜水艦         | 佐世保 海軍工廠       | 1945年 7月3日  |                |                | 1945年8月17日工程60%で工事中止。 1946年12月佐世保船舶工業で解体。                                     |
| 第4941号艦              | 波号第二百三十一潜水艦       | 佐世保 海軍工廠       | 1945年 7月12日 |                |                | 1945年8月17日工程50%で工事中止。 のち佐世保船舶工業で解体。                                           |
| 第4942号艦              | 波号第二百三十二潜水艦       | 佐世保 海軍工廠       | 1945年 7月18日 |                |                | 1945年8月17日工程40%で工事中止。 のち佐世保船舶工業で解体。                                           |
| 第4943号艦              | 波号第二百三十三潜水艦 （※） | 川崎重工業 泉州工場   | 1945年 6月1日  |                |                | 1945年8月17日工程10%で工事中止。 のち川崎重工業泉州工場で解体。                                       |
| 第4944号艦              | 波号第二百三十四潜水艦 （※） | 川崎重工業 艦船工場   | 1945年 5月15日 |                |                | 1945年8月17日工程50%で工事中止。 1946年6月川崎重工業泉州工場で解体。                                  |
| 第4945号艦              | 波号第二百三十五潜水艦 （※） | 川崎重工業 泉州工場   | 1945年 6月1日  |                |                | 1945年8月17日工程10%で工事中止。 のち川崎重工業泉州工場で解体。                                       |
| 第4946号艦              | 波号第二百三十六潜水艦 （※） | 川崎重工業 艦船工場   | 1945年 6月1日  |                |                | 1945年8月17日工程40%で工事中止。 1946年6月川崎重工業艦船工場で解体。                                  |
| 第4947号艦              | 波号第二百三十七潜水艦 （※） | 三菱重工業 神戸造船所 | 1945年 7月10日 |                |                | 1945年8月17日工程25%で工事中止。 1946年6月三菱重工業神戸造船所で解体。                                |
| 第4948号艦              | 波号第二百三十八潜水艦 （※） | 三菱重工業 神戸造船所 | 1945年 8月1日  |                |                | 1945年8月17日工程15%で工事中止。 1946年6月三菱重工業神戸造船所で解体。                                |
| 第4949号艦              | 波号第二百三十九潜水艦 （※） | 三菱重工業 神戸造船所 | 1945年 8月1日  |                |                | 1945年8月17日工程10%で工事中止。 1946年6月三菱重工業神戸造船所で解体。                                |
| 第4950号艦              | 波号第二百四十潜水艦 （※）   | 三菱重工業 神戸造船所 | 1945年 8月1日  |                |                | 1945年8月17日工程5%で工事中止。 1946年6月三菱重工業神戸造船所で解体。                                 |
| 第4951号艦 - 第4955号艦 |                              |                       |                |                |                | いずれも終戦時未起工。                                                                                |
| 第4956号艦              | 波号第二百四十六潜水艦 （※） | 川崎重工業 泉州工場   | 1945年 7月13日 |                |                | 1945年8月17日工程5%で工事中止。 のち川崎重工業泉州工場で解体。                                        |
| 第4957号艦              | 波号第二百四十七潜水艦 （※） | 川崎重工業 艦船工場   | 1945年 6月26日 |                |                | 1945年8月17日工事中止。 のち川崎重工業艦船工場で解体。                                                |
| 第4958号艦 - 第4989号艦 |                              |                       |                |                |                | いずれも終戦時未起工。                                                                                |

## 潜水隊の変遷
初期建造艦4隻は第33潜水隊に、波205は第六艦隊第11潜水戦隊にそれぞれ編入され訓練に従事。うち第33潜水隊所属の波201、波202、第11潜水戦隊の波205の3隻は第52潜水隊を編成し、横須賀鎮守府に配備された。以降の竣工艦は全て第52潜水隊に編入された。建造が大戦末期と遅かったため、実戦投入はされなかった。

### 第五十二潜水隊
呉鎮守府呉潜水戦隊第33潜水隊に編入されていた波201・波202と、第六艦隊第11潜水戦隊で訓練中の波205の3隻で編成。本土決戦に備えて訓練中に終戦を迎え、昭和20年9月2日に除籍された。
1945年(昭和20年)7月20日：波201、波202、波205で編成。第52潜水隊司令横田稔大佐。第六艦隊。
1945年(昭和20年)8月4日：竣工した波208、波209を編入。
1945年(昭和20年)8月11日：竣工した波210を編入。
1945年(昭和20年)8月14日：竣工した波207を編入。
1945年(昭和20年)8月15日：第52潜水隊司令田上明次大佐。
1945年(昭和20年)9月2日：解隊。所属艦は11月30日にそろって除籍された。